# Kirovogradska oblast
Kirovogradska oblast (ukrajinsko Кіровоградська область, latinizirano: Kirovograds'ka oblast'), pogovorno tudi Kirovogradščina (Кіровоградщина, Kirovogradščyna), je oblast v osrednjem delu Ukrajine. Njeno upravno središče je mesto Kropivnicki (do leta 2016 poimenovano Kirovograd).
Na severu meji s Čerkasijsko, na severovzhodu s Poltavsko, na vzhodu in jugovzhodu z Dnipropetrovsko, na jugu z Mikolajivsko in Odeško ter na zahodu z Viniško oblastjo. Površina oblasti je 24.588 km², kar predstavlja 4,07 % ukrajinskega ozemlja in jo uvršča na 15. mesto med štiriindvajsetimi ukrajinskimi oblastmi. Z 920.128 prebivalci (2021) je druga najmanj naseljena oblast Ukrajine, manj prebivalcev imata le Črnoviška oblast in mesto Sevastopol.
Po sprejetju niza zakonov o dekomunizaciji in preimenovanju Kirovograda v Kropivnicki je Vrhovna rada leta 2018 sprejela zakon, ki bi v ustavi preimenoval Kirovogradsko v Kropivnicko oblast (ukrajinsko Кропивницька область, latinizirano: Kropyvnyc'ka oblast'). Zakon je ukrajinsko ustavno sodišče februarja 2019 razglasilo za ustavnega, oblastni poslanci pa so spremembo potrdili marca 2021, vendar še ni stopila v veljavo.

## Upravne delitve
Pred reformo julija 2020 se je oblast delila na 14 rajonov in štiri mesta oblastnega pomena – Oleksandrija, Svitlovodsk, Znamjanka in Kropivnicki – podrejena neposredno oblastni vladi.
Od oktobra 2020 oblast vsebuje štiri rajone:
| Rajon                | Upravno središče | Površina (km²) | Prebivalstvo (2021) | Št. gromad |
| -------------------- | ---------------- | -------------- | ------------------- | ---------- |
| Golovanivski rajon   | Golovanivsk      | 4244,3         | 121.150             | 10         |
| Kropivnicki rajon    | Kropivnicki      | 9716,9         | 437.018             | 17         |
| Novoukrajinski rajon | Novoukrajinka    | 5198,9         | 138.509             | 13         |
| Oleksandrijski rajon | Oleksandrija     | 5409,7         | 223.451             | 9          |